# Акты Московского государства 1556 года
Царствование: 1533—1584 — Иван IV Васильевич Грозный

## Акты Московского государства 1556 года
- 20 января — царская жалованная грамота татарским князьям Деветлиярову Матвею и Казыеву Шомаю на деревни в Вятском уезде с освобождением крестьян от суда и кормов наместников и волостителей.
- 3 февраля — царская грамота о дозволении Кирилло-Белозерскому монастырю купить отчину в 2000 рублей с наблюдением поставленных по сему предмету правил.
- 3 февраля — наказная память Разбойной избы губным старостам Садыкову Бреху Константиновичу и Рагозину Василию Григорьевичу о сыске и суде разбойников и татей в Зубцовском уезде.
- 10 марта — ввозная грамота дьяков Еремеева Фёдора Борисовича и Дубровского Казарина Юрьевича Перхурову Никите Григорьевичу на деревни Горка, Носково и Волотовское в Высоцком Николинском погосте и деревни Лучкино в Пажеревицком погосте Шелонской пятины.
- 26 апреля — грамота казанского архиепископа Гурия Свияжскому Богородицкому монастырь о дозволении прихожим священникам и диаконам отправлять богослужение по ставленным и отпускным грамотам.
- 8 июля — жалованная грамота казанского архиепископа Гурия Свияжскому Богородицкому монастырю об изъятии иноков от суда архиепископских наместников и десятников, о подсудимости архимандриту сельских церковных причтов, с освобождением их от дани и пошлин и о предоставлении сбора венечных денег в пользу того монастыря.
- 8 сентября — царская жалованная грамота Владимирскому Успенскому девичьему монастырю на мельницу в Владимирском уезде на реке Рпени.
- Сентябрь — уставная Двинская грамота с предоставлением выборным судьям губного права.
- 6 ноября — жалованная (подтвердительная) грамота царя Ивана Васильевича Измайлову Василию Петровичу на его вотчину деревни Стафурлово и Зикеево в Окологородном стане Рязанского уезда. В состав грамоты включён текст следующего документа: 1257 — жалованная данная грамота ("владетельница") рязанского великого князя Олега Ингваревича "владетелю черниговскому" Шаину Ивану по поле по реке Проня в Рязанском княжестве (акт фальцифицирован).